# Römisch-katholische Kirche in Pakistan
Die Römisch-katholische Kirche in Pakistan ist Teil der weltweiten römisch-katholischen Kirche.

## Überblick
Die römisch-katholische Kirche in Pakistan wurde im 16. Jahrhundert begründet.
Staatsreligion in Pakistan ist der Islam. In Pakistan leben circa 1.000.000 Katholiken.
Joseph Cordeiro, Erzbischof von Karatschi, wurde 1973 durch Papst Paul VI. zum ersten Kardinal Pakistans ernannt. Papst Johannes Paul II. besuchte Pakistan am 16. Februar 1981; 2004 empfing er Präsident Pervez Musharraf in einer Privataudienz.
In Yuhannabad, einem Stadtteil von Lahore, wurde das St. Francis Xavier Seminar eingerichtet, ein Institut für philosophische Studien. Es ist der Päpstlichen Universität Urbaniana in Rom angegliedert. 1990 wurde durch die Bischofskonferenz von Pakistan (Catholic Bishop’s Conference of Pakistan, PCBC) das Seminar in Punjab gegründet. Die katholische Kirche unterhält die St Patrick’s High School in Karatschi.
Apostolischer Nuntius in Pakistan ist seit Juni 2023 Erzbischof Germano Penemote.

## Verfolgung
Das Christentum in Pakistan wird nach dem Tod von Benazir Bhutto zunehmend unterdrückt; es erfolgen immer wieder Massaker an der christlichen Bevölkerung. Grund für die Übergriffe von Islamisten ist das geltende Blasphemie-Gesetzes sowie die hudud-Verordnungen (Hadd-Strafe). Über 70 Häuser und zwei katholische Kirchen wurden zerstört.
Bischof Andrew Francis von Multan im Panjab sagte über Pakistan: „Die Menschen hier gehen miteinander um wie die Bestien. Sie stehen noch nicht einmal am Anfang einer Zivilisation.“
Shahbaz Bhatti, Minister für Minderheiten von 2008 bis zu seinem Attentatstod am 2. März 2011, war erster Katholik, der das Amt des Ministers für Minderheiten in Pakistan bekleidete, und einziger Christ im Kabinett Asif Ali Zardari. Bhatti votierte für eine Reform des seit 1986 bestehenden Blasphemie-Gesetzes. Er engagierte sich für die zum Tode verurteilte Asia Bibi und wurde deshalb von einer Taliban-Gruppe namens „Tehrik Taliban Fidayan Mohammad Punjab“ (Tehrik-i-Taliban Pakistan) ermordet.

## Bistümer
- Erzbistum Karatschi
  - Bistum Hyderabad in Pakistan
- Erzbistum Lahore
  - Bistum Faisalabad
  - Bistum Islamabad-Rawalpindi
  - Bistum Multan
- Immediat
  - Apostolisches Vikariat Quetta